# Milesia bella
Milesia bella är en tvåvingeart som beskrevs av Townsend 1897. Milesia bella ingår i släktet Milesia och familjen blomflugor. Inga underarter finns listade i Catalogue of Life.